# Лагодовский, Владимир Ефимович
Владимир Ефимович Лагодовский (25 ноября [7 декабря] 1895, Кохановка, Ананьевский уезд, Херсонская губерния — 24 ноября 1983, Сен-Жермен-ан-Ле) — инженер-строитель, архитектор, участник Первой Мировой и Гражданской войны в России (Белая Армия), артиллерист, лейтенант. Член Строительной комиссии и главный инженер строительства православного храма Воскресенья Христова в Тунисе, общественный деятель русской и всей европейской колонии в Тунисе.

## Биография
Владимир Ефимович Лагодовский родился 25 ноября (7 декабря — по новому стилю)1895 года в селе Кохановка под Одессой в семье священника. Его отец — протоиерей Ефим Аркадьевич Лагодовский. После окончания с золотой медалью лицея Дюка Ришельё в Одессе поступил на кораблестроительное отделение Санкт-Петербургского политехнического института. В начале Первой мировой войны записался добровольцем («охотником») в Русскую Армию, окончил артиллерийские курсы. В чине лейтенанта воевал на Румынском фронте. Октябрьский переворот не принял, в Гражданскую войну служил в Белой армии комендором на вспомогательном крейсере «Алмаз». 25 декабря 1920 года на борту крейсера «Алмаз» в составе русской эскадры прибыл в Бизерту. До конца 1924 года жил на корабле-общежитии «Георгий Победоносец», оставался российским подданным, до 1949 года отказывался принимать французское гражданство.
За 30 лет работы в Тунисе построил десятки общественных (школы, больницы, гостиницы, банки) зданий и жилых домов (район Эль Мензах в столице Туниса). Построенный В. Е. Лагодовским в оазисе Нефта в 20-ти километрах от города Тозер отель «Sahara Palase» до сих пор считается одним из лучших в Тунисе. Входил в Строительную комиссию и являлся Главным инженером строительства православного храма Воскресения Христова в Тунисе (освещен в 1956 году). Используя свои обширные связи среди русских эмигрантов первой волны в Северной Африке, Франции и Италии В. Е. Ладогожский сумел организовать сбор средств на строительство Храма и существенно снизил расценки на строительные расходы и стройматериалы.
Был женат на известной в Тунисе художнице русского происхождения Наталье Николаевне Марковой. Приняв французское гражданство в 1949 году, открыл собственное архитектурно-строительное бюро, успешно работавшее до начала 80-х годов. В 1982 году В. Е. Лагодовский вместе с женой переехал во Францию. Жил в Сент-Жермен-ан-Ле под Парижем. Похоронен на местном кладбище.

## Основные постройки
Госпиталь в городе Кеф (Тунис)
Отели в городе Суссе и острове Джерба (Тунис)
Банки в городах Тунис, Громбалья, Кассерин (Тунис)
Отель «Sahara Palase» оазис Нефта (совместно с архитектором К. В. Левандовским)
Жилой район Эль Мензах в г. Тунис
Православный храм Воскресения Христова (совместно с архитектором М. Ф. Козминым) в Тунисе.